# 黑脉斑粉蝶
黑脉斑粉蝶是一种中等个头的粉蝶科蝴蝶，生活在南亚和东南亚的许多地区，尤其是印度、斯里兰卡、缅甸和泰国。黑脉斑粉蝶是斑粉蝶属主要物种。

## 描述
雄性和雌性的翼展都是6.5到8.5厘米。

## 生命周期
黑脉斑粉蝶全年都可产卵。

### 卵
每批产卵大约10到20粒，产在其食物叶子的反面。

### 幼虫
毛虫前几龄聚居在一起，颜色为黄棕色，头部黑色。身上有白色长毛。